# Campeonato Neerlandés de Fútbol 1906-07
El Campeonato Neerlandés de Fútbol 1906/07 fue la 19.ª edición del campeonato de fútbol de los Países Bajos. Participaron diecisiete equipos divididos en dos divisiones. El campeón nacional fue determinado por un play-off de ida y vuelta con los ganadores de la división de fútbol del este y oeste. HVV Den Haag ganó el campeonato de este año al vencer al PW 5:3 y 4:1.

## Nuevos participantes
Eerste Klasse Este:
- AFC Quick 1890 regresa después de dos temporadas de ausencia.

## Divisiones

### Eerste Klasse Este
| Pos | Equipo          | PJ | PG | PE | PP | GF | GC | Pts | DG  | Notas                                  |
| --- | --------------- | -- | -- | -- | -- | -- | -- | --- | --- | -------------------------------------- |
| 1   | EFC PW 1885     | 12 | 10 | 1  | 1  | 54 | 13 | 21  | +41 | Clasificado al play-off por el título. |
| 2   | GVC Wageningen  | 12 | 7  | 1  | 4  | 45 | 27 | 15  | +18 |                                        |
| 3   | Koninklijke UD  | 12 | 6  | 1  | 5  | 45 | 37 | 13  | +8  |                                        |
| 4   | Quick Nijmegen  | 12 | 6  | 1  | 5  | 29 | 29 | 13  | 0   |                                        |
| 5   | AFC Quick 1890  | 12 | 5  | 1  | 6  | 26 | 38 | 11  | -12 |                                        |
| 6   | Vitesse         | 12 | 3  | 1  | 8  | 22 | 40 | 7   | -18 |                                        |
| 7   | RKVV Wilhelmina | 12 | 2  | 0  | 10 | 13 | 50 | 4   | -37 |                                        |

PJ = Partidos jugados; PG = Partidos ganados; PE = Partidos empatados; PP = Partidos perdidos; GF = Goles a favor; GC = Goles en contra; Pts = Puntos; DG = Diferencia de goles

### Eerste Klasse Oeste
| Pos | Equipo                   | PJ | PG | PE | PP | GF | GC | Pts | DG  | Notas                                  |
| --- | ------------------------ | -- | -- | -- | -- | -- | -- | --- | --- | -------------------------------------- |
| 1   | HVV Den Haag             | 18 | 14 | 3  | 1  | 72 | 19 | 31  | +53 | Clasificado al play-off por el título. |
| 2   | Koninklijke HFC          | 18 | 14 | 2  | 2  | 71 | 34 | 30  | +37 |                                        |
| 3   | USV Hercules             | 18 | 7  | 6  | 5  | 46 | 33 | 20  | +13 |                                        |
| 4   | HBS Craeyenhout          | 18 | 8  | 2  | 8  | 51 | 55 | 18  | -4  |                                        |
| 5   | HC & CV Quick            | 18 | 7  | 3  | 8  | 43 | 32 | 17  | +11 |                                        |
| 6   | HFC Haarlem              | 18 | 7  | 2  | 9  | 30 | 40 | 16  | -10 |                                        |
| 7   | Ajax Sportman Combinatie | 18 | 6  | 2  | 10 | 36 | 68 | 14  | -32 |                                        |
| 8   | Sparta Rotterdam         | 18 | 4  | 5  | 9  | 27 | 49 | 13  | -22 |                                        |
| 9   | CVV Velocitas            | 18 | 4  | 3  | 11 | 33 | 58 | 11  | -25 |                                        |
| 10  | DFC                      | 18 | 4  | 2  | 12 | 37 | 58 | 10  | -21 |                                        |

PJ = Partidos jugados; PG = Partidos ganados; PE = Partidos empatados; PP = Partidos perdidos; GF = Goles a favor; GC = Goles en contra; Pts = Puntos; DG = Diferencia de goles

### Play-off por el título
| Equipo 1    | Agr. | Equipo 2     | Ida | Vuelta |
| ----------- | ---- | ------------ | --- | ------ |
| EFC PW 1885 | 4-9  | HVV Den Haag | 3-5 | 1-4    |

|                                 |
| Campeón HVV Den Haag 8.° título |